# Tonfarbener Rindenpilz
Der Tonfarbene Rindenpilz (Hyphoderma argillaceum) ist eine Ständerpilzart aus der Familie der Fältlingsverwandten (Meruliaceae). Er besitzt teppichartige, membranöse Fruchtkörper von weißlicher Farbe aus und wächst auf Totholz von Koniferen und Laubbäumen. Die Art ist holarktisch und pantropisch verbreitet.

## Merkmale

### Makroskopische Merkmale
Der Tonfarbene Rindenpilz besitzt für die Gattung Hyphoderma typische, resupinate, membranös-wachsartige Fruchtkörper. Sie sind weißlich bis hellgrau, oft mit ockerfarbener Tönung, und besitzen keine Rhizomorphen. Ihr Hymenium ist glatt, lässt unter der Lupe aber Poren und hervortretende Zystiden erkennen.

### Mikroskopische Merkmale
Wie bei allen Hyphoderma-Arten ist die Hyphenstruktur des Tonfarbenen Rindenpilzes monomitisch, weist also nur generative Hyphen auf. Die 2–3 µm breiten Hyphen sind hyalin und stark verzweigt, die Septen weisen Schnallen auf. Die Zystiden sind rohrförmig und an der Basis verdickt. Sie enden in einer stumpfen Spitze und treten mit 100–150 × 10–20 µm deutlich aus der Fruchtschicht hervor. Die Basidien der Art sind keulen- bis annähernd urnenförmig, besitzen vier Sterigmata und messen 25–30 × 5–6 µm. An der Basis besitzen sie eine Schnalle. Ihre Sporen sind ellipsoid bis annähernd kugelförmig, hyalin und dünnwandig. Sie messen 6–10 × 4–5 µm und besitzen stets einen Fortsatz (Apiculus).

## Verbreitung
Die bekannte Verbreitung der Art umfasst die ganze Holarktis, Afrika und mit Argentinien und Venezuela auch Südamerika.

## Ökologie
Der Tonfarbene Rindenpilz wächst auf morschem, meist entrindeten und abgefallenem Totholz von Koniferen und Laubbäumen. Typische Substrate sind etwa Gemeine Fichte (Picea abies) oder Pappeln (Populus spp.). Er bevorzugt schattig-feuchte Habitate, oft angezeigt durch Farnwuchs.